# Salvador Jarque Borràs
Salvador Jarque Borràs (La Vall d'Uixó, 18 de setembre de 1957) va ser un ciclista valencià que fou professional entre 1979 i 1981. Del seu palmarès destaca la victòria final a la Volta a Cantàbria.
És fill de Salvador Jarque Esteban.

## Palmarès
- 1979
  - 1r a la Volta a Cantàbria i vencedor d'una etapa
  - Vencedor d'una etapa a la Setmana Catalana
  - Vencedor d'una etapa a la Costa de Azahar
- 1980
  - Vencedor d'una etapa a la Volta de les Tres Províncies

### Resultats a la Volta a Espanya
- 1979. Abandona (6a etapa)
- 1980. Abandona